# Saad Abdul-Amir
Saad Abdul-Amir Al-Zirjawi (Baghdad, 19 gennaio 1992) è un calciatore iracheno, di ruolo centrocampista dell'Al-Shorta.

## Carriera
Gioca con l'Arbil, una squadra irachena con cui ha conquistato un campionato nazionale; dal 2010 gioca stabilmente con la nazionale di calcio irachena.

## Palmarès

### Club
- Prima Lega

Erbil SC: 2011-2012
Al-Shorta: 2018-2019

### Nazionale
- Giochi asiatici: 1

2014